# Den Nationale Folkekongres
Den Nationale Folkekongres er Folkerepublikken Kinas parlament og det højeste statsorgan og eneste lovgivende hus i Kina. Folkekongressen har næsten 3000 medlemmer og mødes en gang om året i ti dage. Selvom medlemskab af folkekongressen stadig næsten udelukkende afgøres af Kinas kommunistiske parti har kongressen siden starten af 1990'erne ændret sig fra at være et symbolsk gummistempel til at være et sted hvor der foregår forhandling mellem de forskelle dele af partiet og regeringen. Det sker kun yderst sjældent at kongressen afviser af godkende et lovforslag men det sker og kongressen har aktive debatter inden afstemninger.